# Hamburg European Open 2023 - Qualificazioni singolare maschile
Le qualificazioni del singolare maschile del Hamburg European Open 2023 sono state un torneo di tennis preliminare per accedere alla fase finale della manifestazione. I vincitori dell'ultimo turno entreranno di diritto nel tabellone principale. In caso di ritiro di uno o più giocatori aventi diritto, a questi subentreranno i lucky loser, ossia i giocatori che perderanno nell'ultimo turno ma che avevano una classifica più alta rispetto agli altri partecipanti che avevano comunque perso nel turno finale.

## Teste di serie
1. Daniel Elahi Galán (ultimo turno, lucky loser)
2. Pavel Kotov (primo turno)
3. Cristian Garín (qualificato)
4. Thiago Seyboth Wild (qualificato)

1. Thiago Monteiro (ultimo turno, lucky loser)
2. Thiago Agustín Tirante (primo turno)
3. Jan Choinski (qualificato)
4. Ivan Gachov (primo turno)

## Qualificati
1. Jan Choinski
2. Elias Ymer

1. Cristian Garín
2. Thiago Seyboth Wild

### Lucky loser
1. Daniel Elahi Galán
2. Thiago Monteiro

1. Jozef Kovalík

## Tabellone

### Sezione 1
|  | Primo turno | Primo turno        | Primo turno   | Primo turno | Primo turno |  |  | Ultimo turno | Ultimo turno       | Ultimo turno | Ultimo turno | Ultimo turno |  |
|  |             |                    |               |             |             |  |  |              |                    |              |              |              |  |
|  | 1           | Daniel Elahi Galán | 4             | 7           | 6           |  |  |              |                    |              |              |              |  |
|  | WC          | Max Hans Rehberg   | 6             | 65          | 3           |  |  | 1            | Daniel Elahi Galán | 1            | 6            | 4            |  |
|  | WC          | Marvin Möller      | Marvin Möller | 3           | 4           |  |  | 7            | Jan Choinski       | 6            | 4            | 6            |  |
|  | 7           | Jan Choinski       | Jan Choinski  | 6           | 6           |  |  |              |                    |              |              |              |  |

### Sezione 2
|  | Primo turno | Primo turno   | Primo turno | Primo turno | Primo turno |  |  | Ultimo turno | Ultimo turno  | Ultimo turno  | Ultimo turno | Ultimo turno |  |
|  |             |               |             |             |             |  |  |              |               |               |              |              |  |
|  | 2           | Pavel Kotov   | 3           | 7           | 4           |  |  |              |               |               |              |              |  |
|  |             | Jozef Kovalík | 6           | 5           | 6           |  |  |              | Jozef Kovalík | Jozef Kovalík | 3            | 3            |  |
|  |             | Elias Ymer    | Elias Ymer  | 6           | 6           |  |  |              | Elias Ymer    | Elias Ymer    | 6            | 6            |  |
|  | 8           | Ivan Gachov   | Ivan Gachov | 3           | 2           |  |  |              |               |               |              |              |  |

### Sezione 3
|  | Primo turno | Primo turno            | Primo turno            | Primo turno | Primo turno |  |  | Ultimo turno | Ultimo turno     | Ultimo turno | Ultimo turno | Ultimo turno |  |
|  |             |                        |                        |             |             |  |  |              |                  |              |              |              |  |
|  | 3           | Cristian Garín         | Cristian Garín         | 6           | 6           |  |  |              |                  |              |              |              |  |
|  | WC          | Marko Topo             | Marko Topo             | 3           | 4           |  |  | 3            | Cristian Garín   | 2            | 6            | 7            |  |
|  |             | Kimmer Coppejans       | Kimmer Coppejans       | 6           | 7           |  |  |              | Kimmer Coppejans | 6            | 3            | 65           |  |
|  | 6           | Thiago Agustín Tirante | Thiago Agustín Tirante | 1           | 64          |  |  |              |                  |              |              |              |  |

### Sezione 4
|  | Primo turno | Primo turno         | Primo turno         | Primo turno | Primo turno |  |  | Ultimo turno | Ultimo turno        | Ultimo turno        | Ultimo turno | Ultimo turno |  |
|  |             |                     |                     |             |             |  |  |              |                     |                     |              |              |  |
|  | 4           | Thiago Seyboth Wild | Thiago Seyboth Wild | 6           | 6           |  |  |              |                     |                     |              |              |  |
|  |             | Andrea Collarini    | Andrea Collarini    | 4           | 4           |  |  | 4            | Thiago Seyboth Wild | Thiago Seyboth Wild | 6            | 6            |  |
|  | Alt         | Renzo Olivo         | Renzo Olivo         | 62          | r           |  |  | 5            | Thiago Monteiro     | Thiago Monteiro     | 4            | 3            |  |
|  | 5           | Thiago Monteiro     | Thiago Monteiro     | 7           |             |  |  |              |                     |                     |              |              |  |